# Голоухая игрунка
Голоухая игрунка (лат. Mico leucippe) — вид приматов семейства игрунковых. Эндемик Бразилии.

## Классификация
Ранее классифицировалась в составе рода обыкновенные игрунки (Callithrix) в качестве подвида Callithrix argentata либо Callithrix chrysoleuca. С 2001 года помещается в род Mico.

## Описание
Внешне похожа на вид Mico argentatus, цвет шерсти белый, кроме светло-золотистого хвоста и лапок. Лицо и уши непигментированы.

## Поведение
Населяет влажные тропические дождевые леса, чаще встречается во вторичных лесах. Образует группы, состоящие из 4—15 животных. Во время сезона размножения обычно лишь одна самка из группы приносит потомство. Каждая группа защищает свою территорию размером от 10 до 40 га.

## Рацион
В рационе фрукты, цветы, древесные соки, насекомые, улитки, небольшие позвоночные. Как и остальные игрунковые, этих животные могут делать надрезы на стволах деревьев и побегах растений для стимуляции образования сока.

## Распространение
Встречается в Бразилии, у устья реки Жаманшим, на правом берегу реки Тапажос.